# Sicyos chaetocephalus
Sicyos chaetocephalus là một loài thực vật có hoa trong họ Cucurbitaceae. Loài này được Harms miêu tả khoa học đầu tiên năm 1923.